# Exposition Park (Los Ángeles)

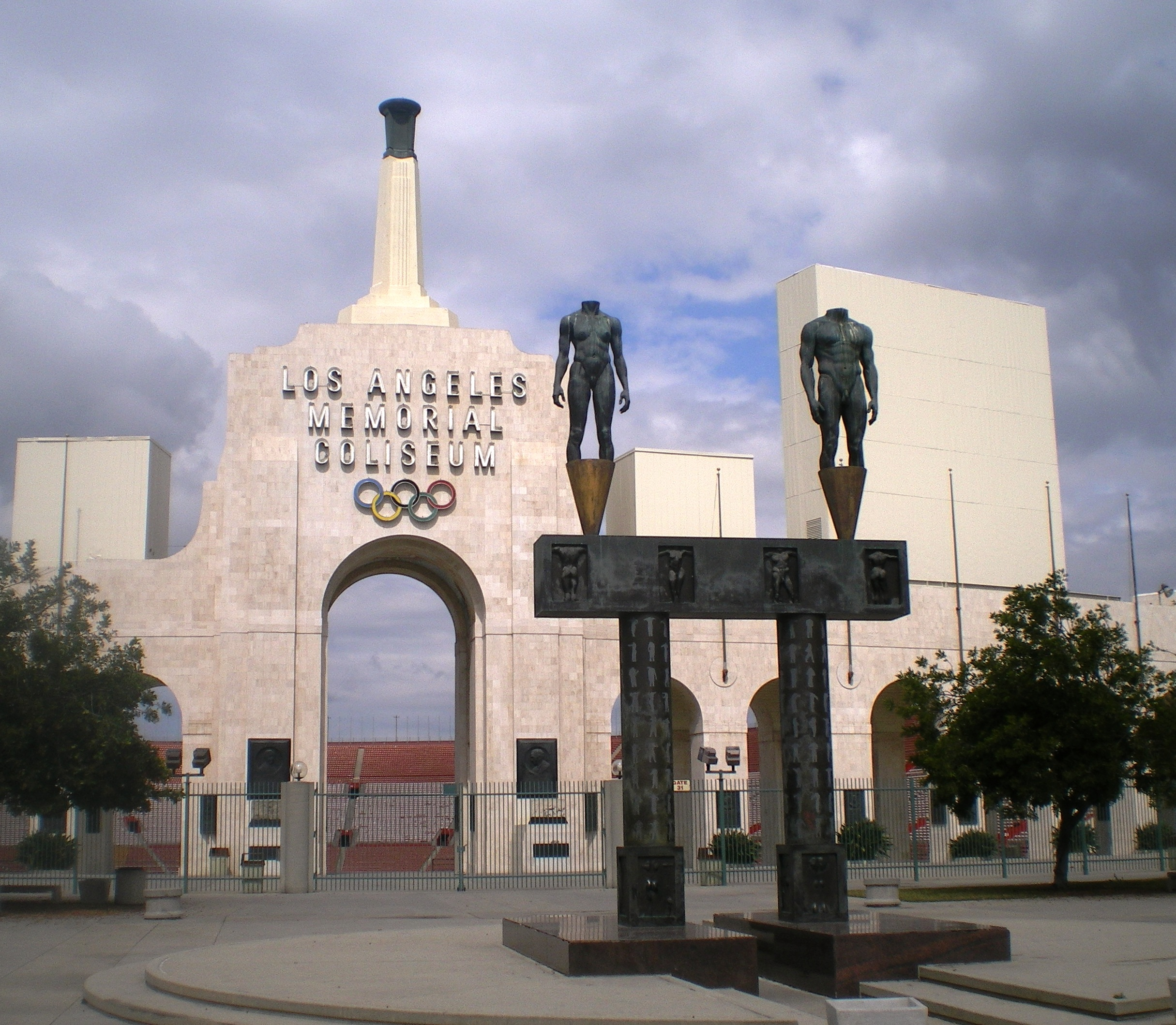
Entrada al Memorial Coliseum de Los Ángeles.

Exposition Park está ubicado en University Park, Los Ángeles, California. Está formado por:
- Los Angeles Memorial Coliseum
- BMO Stadium
- Lucas Museum of Narrative Art (en construcción)
- Natural History Museum of Los Angeles County
- California Science Center
  - IMAX Theatre at California Science Center
- Exposition Park Rose Garden
- California African American Museum
- Los Angeles Swim Stadium
- EXPO Center
- Science Center School and Amgen Center for Science Learning (Anteriormente, California National Guard Armory)
- Expo Park Farmers Market Archivado el 26 de febrero de 2021 en Wayback Machine. sábados de 11 a 16 horas en el Museo Nacional de Historia (National History Museum).

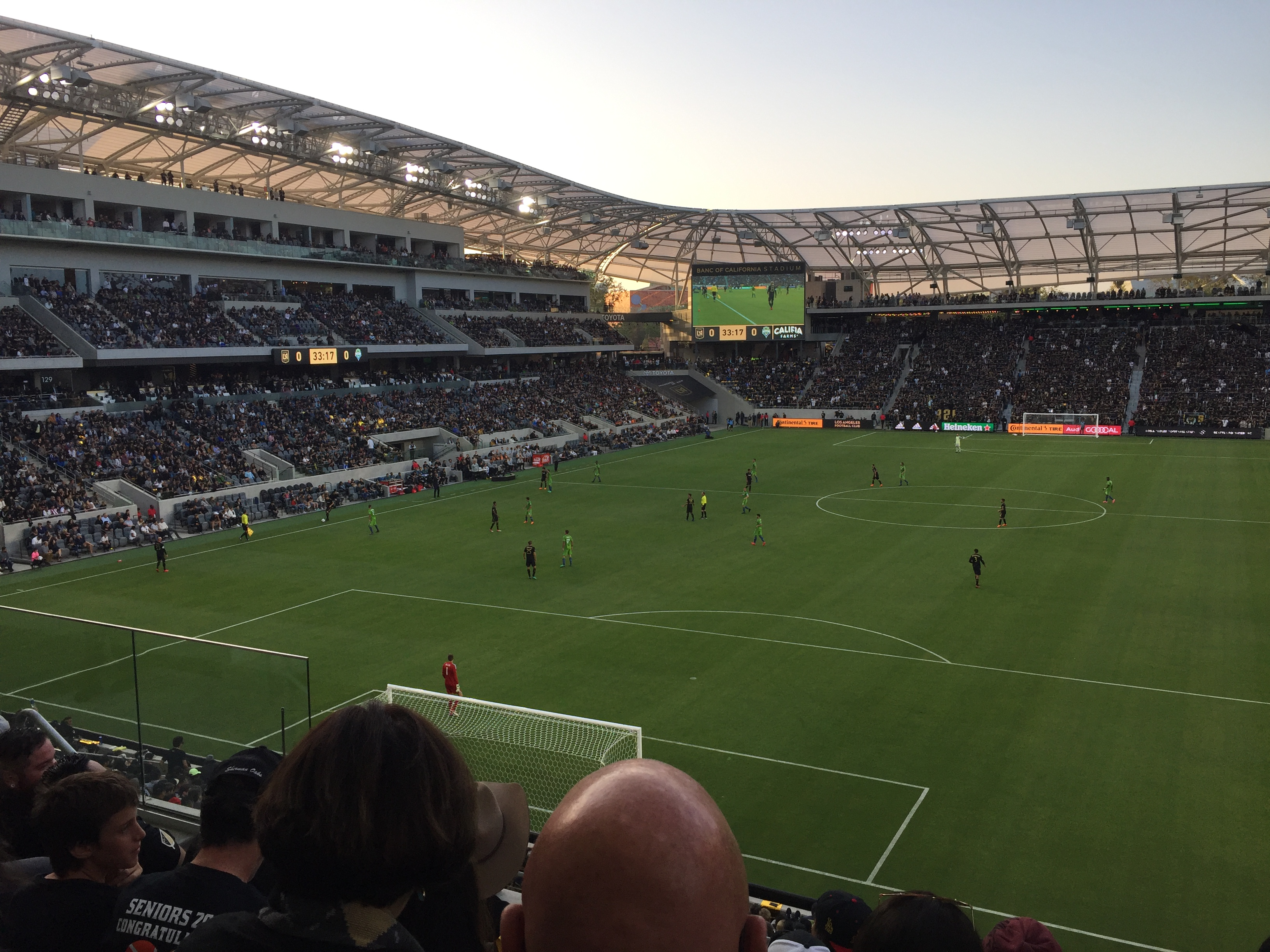
Estadio BMO.

## Historia
El Exposition Park es un parque público perteneciente al estado de California, cuyas actividades están operadas tanto por el estado californiano como por el gobierno de la ciudad de Los Ángeles. Antes de la creación del parque, el terreno estaba dedicado a la agricultura y, en cierto modo, a las carreras, pues había un pequeño circuito para dicho propósito. 
En 1880, John Edward, junto con Mr. Ozro Childs, convenció al estado de California para que gestionase los 0,65 km² (160 acres) que ocupa el actual parque, para que se hiciera cargo de la agricultura en dicho lugar (Southland). Tras la construcción de la USC en 1880, la alta sociedad del momento fue trasladándose al nuevo vecindario sin apenas fijarse en el circuito de carreras allí instalado junto con los juegos ilegales que ello conlleva. Como resultado, con el tiempo, el circuito fue reemplazado por lo que hoy se conoce como Exposition Park.

### Metro
La estación Expo Park/USC, de la línea  E del Metro de Los Ángeles esta adjunto el parque.